# Бур Блан
Бур Блан (фр. Bourg-Blanc) је насељено место у Француској у региону Бретања, у департману Финистер.
По подацима из 2011. године у општини је живело 3402 становника, а густина насељености је износила 120,17 становника/km².

## Демографија
| 1962. | 1968. | 1975. | 1982. | 1990. | 2011. |
| ----- | ----- | ----- | ----- | ----- | ----- |
| 1.682 | 1.784 | 2.290 | 2.659 | 2.971 | 3.402 |